# Pete Finestone
Peter Finestone nació el 11 de junio de 1964 en Los Ángeles, California y es un ex batería de Bad Religion. Se marchó de la banda definitivamente en 1991.

## Biografía

### Bad Religion
Pete entró en Bad Religion sustituyendo al batería original de la banda, Jay Ziskrout, que abandonó Bad Religion mientras grababan el disco debut, How Could Hell Be Any Worse?, habiendo grabado 8 temas. Pete grabó las otras 6 y obtuvo su primer éxito con la emergente banda californiana.
Sin embargo, deja la banda antes de comenzar a grabar el polémico segundo disco, Into the Unknown, muy criticado por los seguidores de la banda por haber abandonado el punk rock agresivo pero a la vez melódico que caracterizó sus comienzos. Deja la banda junto al bajista Jay Bentley y el guitarrista Brett Gurewitz y se marcha a Inglaterra, donde estudia literatura inglesa e irlandesa y, mientras tanto, da clases a tiempo parcial. Poco antes de comenzar a grabar su tercer disco, Suffer, Pete, Jay y Mr. Brett regresan a Bad Religion en un momento clave de su carrera. La banda vuelve a su formación original y graban 3 discos en 3 años (Suffer, No Control y Against the Grain), que serían verdaderos éxitos y que los encumbran a lo más alto del hardcore melódico del momento.
En 1991, antes de comenzar la grabación de Generator, Pete abandona la banda una vez más, aunque esta sería definitiva. Fuentes apuntan a que la verdadera razón de la última marcha de Pete fue que tenía problemas con Mr. Brett. Fue reemplazado por Bobby Schayer.

### Vida tras Bad Religion
Pete tocó en varias bandas tras dejar definitivamente Bad Religion, pero no alcanzó ningún éxito notable con ninguna de ellas.
Lo primero que hizo tras dejar la agrupación fue dedicarse al boxeo amateur, incluso llegó a abrir su propio gimnasio, 5th Street Gym, en Hollywood. Después tocó en bandas como The Brothers, Plastic Machine o FiFi. Además fundó un sello discográfico llamado Low Blow Records.
Recientemente ha tocado en Black On Sunshine y Jackass.